# Family Tools
Family Tools è una serie televisiva statunitense creata da Bobby Bowman e Adrian Poynton del 2013 andata in onda sul canale americano ABC. La serie è un riadattamento della serie inglese chiamata White Van Man.

## Trama
Jack Shea è un ragazzo dalla vita sventurata: è stato congedato dall'esercito con disonore per aver ripetuto il seminario di preparazione per 3 volte senza mai averlo superato. Quando Jack torna a casa dai suoi genitori scopre che suo padre, per un problema al cuore, non può più lavorare nella sua agenzia tuttofare. Spetta quindi a Jack il compito di salvare il lavoro già ben impostato di suo padre.

## Personaggi e interpreti
- Liz, interpretato da Danielle Nicolet
- Darren, interpretato da Edi Gathegi
- Tony, interpretato da J. K. Simmons
- Mason, interpretato da Johnny Pemberton
- Jack Shea, interpretata da Kyle Bornheimer
- Terry, interpretato da Leah Remini

## Episodi
| Stagione       | Episodi | Prima TV USA | Prima TV Italia |
| -------------- | ------- | ------------ | --------------- |
| Prima stagione | 10      | 2013         | inedita         |

## Produzione
Il network ABC ordinò ufficialmente la serie durante gli upfront di maggio, per poi trasmetterla in midseason. In origine, la serie contava 13 episodi, successivamente ridotti a 10 per motivi di palinsesto.
Il 10 maggio 2013, dopo solamente due episodi mandati in onda, la serie è stata ufficialmente cancellata.